# Spend Abazi
Spend Abazi (* 7. Mai 1978 in Tetovo, Jugoslawien) ist ein ehemaliger dänischer Boxer im Federgewicht.

## Laufbahn
Spend Abazi wurde bei den Amateuren Dänischer Meister der Jahre 1997, 1998 und 1999 im Federgewicht. Seinen ersten Profikampf bestritt er am 26. März 1999.
Am 21. September 2001 gewann er den EBU-Europameistertitel im Bantamgewicht gegen den Russen Alexander Jagupow (Kampfbilanz: 32-4), welchen er gegen den Spanier Jose Fuente (11-1) und den Russen Dmitri Kirillow (20-0) verteidigen konnte. Bis Anfang 2007 hatte er 35 von 36 Kämpfen gewonnen. Seine bis dahin einzige Niederlage erlitt er im Februar 2001 knapp nach Punkten gegen den Kenianer Athanas Nzau, hatte jedoch den Rückkampf im November 2002 einstimmig gewonnen.
Am 23. Februar 2007 boxte er um den vakanten IBF-Weltmeistertitel im Federgewicht und verlor dabei durch Aufgabe nach der achten Runde gegen den US-Amerikaner Robert Guerrero (19-1).